# Geirr Lystrup
Geirr Lystrup, född 22 mars 1949 i Vinje, Telemark, död 19 juni 2025, var en norsk vissångare, gitarrist, kompositör och författare bosatt i Brumunddal i Hedmark. Han gav ut en rad visalbum och barnskivor, skrev flera böcker och teaterstycken, de flesta för barn, och skrev musik för andra. Bland annat skrev han text till fem album med Per Oddvar Hildre och Det Norske Kammerkor.
Som vissångare hade han som regel med sig sitt fasta band Godtfolk, och flera av albumen har givits ut under namnet "Geirr Lystrup og Godfolk". Han var under en period med i den nordiska folkmusikensembeln Kvedar, och samarbetade med Moskva Balalaika Quartet, Henning Sommerro och SKRUK.

## Diskografi
- Ti på taket og Måltrostblues (1972)
- Strengleikar (1973)
- Ut av din draum (1976)
- Grendevisur og danselåt (1977)
- I menneskenes Land (1979)
- Songen om kjærligheta (1981)
- Kom sol på alle mine berg (1981)
- Ha ti dæ! (1983)
- Diger dag (1985)
- Egg & champagne (1988)
- Maurits og den store barnålkrigen (1990)
- Sommar i September (1992)
- Brakar og Johanna (1994)
- I Junis hjerte (1996)
- Blå sko (1998)
- Krystallslottet (1999)
- Stjerna fra øst (2002)
- Fly som en stein (2003) (med Hege Rimestad)
- Samme gamle greia (2005)
- Sangen om Yebo (2005)
- Sangen om Vasana (2007)
- Gode stjerna (2007)
- Sangen om Omis (2008)
- Lysmannen (2008)
- God tid (2009)
- Fortell Fra Spania, Tobben! (2011)
- Konrad åh Konrad (2013)

## Priser och utmärkelser
- Ringsakers kulturpris[4]
- Statens arbeidsstipend[4]
- TONO-priset[4]
- Spellemannprisen 1981 i öppen klass för Songen om kjærligheta [5]
- Prøysenprisen 1987[4][6]
- Gammleng-prisen 1988[7]
- Spellemannprisen 1988 i klassen vissång för Egg & champagne [5]
- Spellemannprisen 1993 i klassen barnskiva för Våre beste barnesanger 2 (med Bukkene Bruse, Anne Kari Hårnes, Kirsten Bråten Berg)[5]
- Kardemommestipendet från NOPA 1996[4]
- Barneradioens krystall 2000[8]
- Spellemannprisen 2003 i klassen barnskiva för Fly som en stein (med Hege Rimestad)[5]
- Spellemannprisen 2005 i klassen barnskiva för Sangen om Yebo [5]
- Hedmark fylkeskommunes kulturpris 2010[9]